# Décadence de l'iconographie russe
La décadence de l'iconographie russe se produit dans la seconde moitié du XVIIe siècle. La peinture d'icône connaît une période de transition, puis de décadence. Elle essaye de se renouveler mais hésite entre les traditions surannées et les balbutiements moscovites de la peinture moderne d'origine occidentale, que l’Église orthodoxe tente d'enrayer. La représentation par des icônes n'a jamais cessé en Russie durant cette période de décadence. Mais, sauf exception, les icônes n'atteignent plus le niveau artistique de celles réalisées depuis le XIe siècle jusqu'au milieu du XVIIe siècle.

## Histoire
Dès 1551, le Concile de Stoglav ou des Cent chapitres décide de faire surveiller les iconographes et de leur interdire de s'éloigner des modèles anciens. 
La peinture d'icône est considérée comme un sacerdoce et les artistes doivent se garder pur et suivre les prescrits canoniques. Ainsi la représentation de Dieu le Père sous les traits d'un vieillard, fut encore interdite cent ans plus tard par le Concile de Moscou de 1667. Les sujets de la Bible doivent tous être traités d'après l'Écriture Sainte et non selon les inspirations des peintres. Pour atteindre son but, l'Église publie des manuels de techniques iconographiques (podlinniki), illustrés de calques, qui permettent de dispenser les peintres de toute recherche personnelle, en leur proposant des modèles autorisés. La diffusion de ces podlinniki est la cause essentielle de la décadence de la peinture au XVIIe siècle. Ils se divisent en deux catégories : les podlinniki explicatifs qui donnent des recettes techniques et des descriptions de types d'icônes et les podlinniki illustrés qui présentent des calques de sujets admis. 

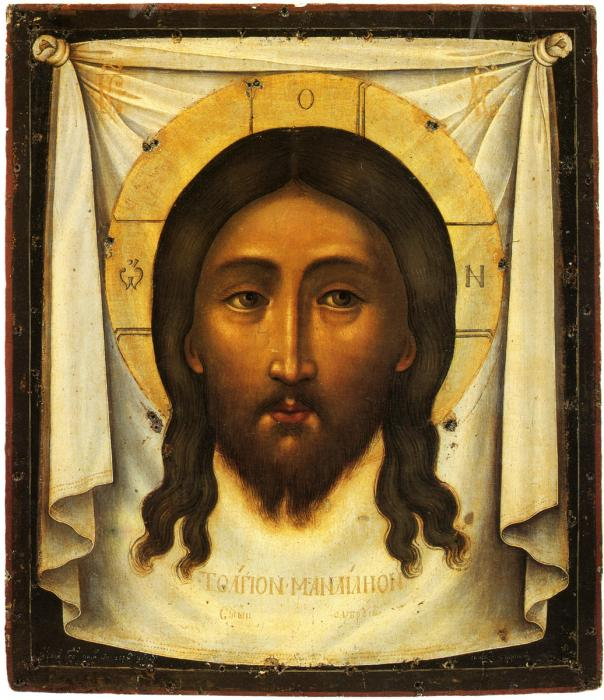
Simon Ouchakov (T-Serg. Lavra, 1673, Galerie Tretiakov).

Mais les modèles occidentaux faisaient une concurrence de plus en plus redoutables à ces modèles décrits dans les podlinniki. Ainsi le patriarche Nikon (1605-1681) fait enlever de force en 1654 toutes les « images franques », comme il les appelle des maisons des boïars. Le patriarche Joachim de Moscou (1620-1690) défend lui aussi en 1674, sous peine de châtiment sévère, d'acheter des estampes imprimées par les Allemands « à la ressemblance et dans les costumes des gens de leur pays et non d'après les modèles consacrés de la Russie orthodoxe ». Quant à l'archiprêtre Avvakoum (1620-1682), il lance l'anathème contre les représentations de Notre Sauveur « avec des joues rebondies, des lèvres rouges, des cheveux frisés, des mains grasses, des hanches larges : bref tout le portrait d'un Allemand bedonnant et pansu ; il ne lui manque plus qu'un sabre au côté ».   
Plusieurs artistes échappent à la médiocrité, et, en particulier, dans la réalisation de fresques murales. Simon Ouchakov est un des peintres d'icônes qui incarne le mieux les influences diverses de cette époque. C'est un grand nom de l'École moscovite. Une de ses spécialités était les Saints Suaires ou Saintes Faces du Christ dont un exemplaire de 1673 se trouve à la laure de la Trinité-Saint-Serge. Ouchakov tente un compromis entre l'ancienne tradition idéaliste de Novgorod et le réalisme occidental. Il est tenté par l'imitation de l'art occidental et délaisse les vieux thèmes byzantins. Il est en quelque sorte victime de son époque de transition considère Louis Réau : son œuvre en garde quelque chose d'hybride. Son influence n'en a pas moins été considérable sur les peintres moscovites à son époque. Ouchakov fut le maître d'Alexandre Kazantsev (Ostafev) originaire de Mourom, qui se distingua par son originalité et fit exception parmi les nombreux "copistes" ordinaires de cette époque.
Après Ouchakov des peintres étrangers, Polonais, Arméniens, introduisent des sujets nouveaux dans l'iconographie russe : le Christ couronné d'épines, le Couronnement de la Vierge, etc.

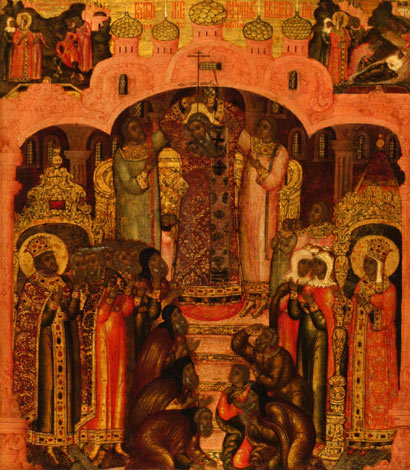
Élévation de la Croix (1680), Goury Nikitine

La peinture murale a mieux résisté à la décadence. Le cycle des fresques des édifices de l'Anneau d'or sur la Haute-Volga représente le dernier reflet du grand style de la peinture murale russe. Goury Nikitine et Sila Savine, contemporains d'Ouchakov, forment un artel à Kostroma qui va réaliser une quantité jamais égalée de fresques murales à Iaroslavl, Rostov Veliki. Ils empruntent aux gravures occidentales des sujets nouveaux. La peinture de portrait (autre que ceux des saints) se développe à Moscou, sous la protection du Tsar Alexis Mikhaïlovitch. La limite séparant la peinture russe ancienne et la peinture moderne peut être reportée aux premières années de son règne, un demi-siècle avant la fondation de Saint-Pétersbourg par Pierre Ier le Grand en 1703.
Le maintien des modèles byzantins immuables devenait trop anachronique et la Russie se mit en cette matière à l'école de l'Europe occidentale. L'apparition du Labyrinthe spirituel à la fin du XVIIe siècle en est un exemple frappant.